# M205三脚

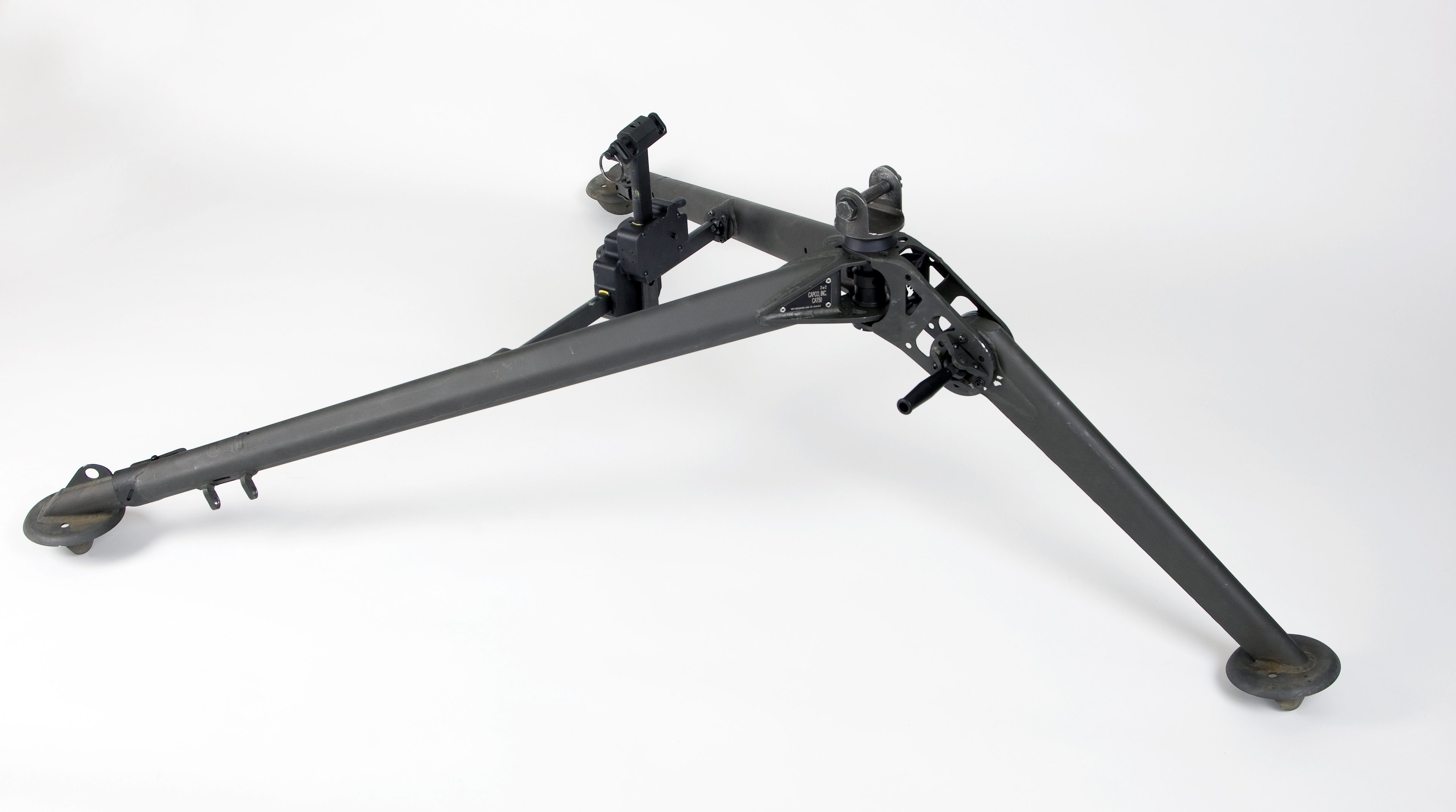
試作型

M205重機関銃用軽量三脚は、M3三脚を代替し、M2重機関銃とMk.19自動擲弾発射器の搭載用にアメリカ軍によって使われる三脚である。M3三脚（22.8kg）に比べてM205は軽く、一体化された横断支柱と仰角を取れる機構でより速く正確な照準と射撃が行える。
M205は15.4kgと、M3より7kgほど軽くなった（およそ3分の2）のみならず、より強化されており、脚部の分散によりM3よりも安定した射撃プラットフォームとして機能する。
M205は2013年11月、第1機甲師団によって最初に使用された。M3より軽量なことに加え、一体化された横断支柱と、より速い照準のための片手で操作できる仰角機構を備えており、脚部には地面に小さな穴を掘って安定させるため駐鋤が付けられている。M205は収納される際には長さ1.2m、高さ20cm、幅30cmにまで畳むことができる。